# 一貴山村
一貴山村（いきさんむら）は、福岡県糸島郡にあった村。現在の糸島市の一部。

## 地理
二丈岳の北東麓、一貴山川の上流域に位置していた。

## 歴史

### 沿革
- 1889年（明治22年）4月1日 - 町村制の施行により、怡土郡浜窪村、田中村、武村、波呂村、松国村、長石村、石崎村、満吉村、一貴山村、上深江村が合併して村制施行し、一貴山村が発足[1][2]。
- 1896年（明治29年）4月1日 - 郡の統合により糸島郡に所属[1][3]。
- 1955年（昭和30年）1月1日 - 糸島郡深江村、福吉村と合併し二丈村を新設して廃止された[1][2]。

### 地名の由来
次の二説あり。
1. 神功皇后が勧請したとされる天目一箇命を祀ったことにちなむ。
2. 当地が古来、斎（いつき）の山であったことから起こった。

## 交通

### 鉄道
- 1924年（大正13年）- 北九州鉄道 福吉 – 前原間開通。一貴山駅開設[1]。
- 1926年（大正15年）- 北九州鉄道 博多 - 東唐津間開通[1]
- 1937年（昭和12年）- 筑肥線に改称[1]。